# IC 4571
IC 4571 — галактика типу SBb (компактна витягнута галактика) у сузір'ї Південний Трикутник.
Цей об'єкт міститься в оригінальній редакції індексного каталогу.